# Medal „Milito Pro Christo”
Medal „Milito Pro Christo” (z łac. Walczę dla Chrystusa) – polskie odznaczenie kościelne Ordynariatu Polowego WP, przyznawane corocznie dla podkreślenia zasług osób, które dają świadectwo najwyższym wartościom oraz wytrwale służą Najjaśniejszej Rzeczypospolitej, są całkowicie zaangażowane w głoszenie prawdy o losach Narodu Polskiego oraz wspierają duszpasterstwo wojskowe. Odznaczenie może być także przyznawane organizacjom za działalność na rzecz dobra publicznego, upowszechnianie standardów moralnych i działanie zgodne z wartościami chrześcijańskimi, takimi jak sprawiedliwość i prawda.
Medal ustanowił w 2001 ówczesny biskup polowy WP Sławoj Leszek Głódź. Pierwszymi odznaczonymi zostali wszyscy wyróżnieni Dyplomem „Benemerenti”.